# UFC on ESPN: Perez vs. Taira
UFC on ESPN: Perez vs. Taira（ユーエフシー・オン・イーエスピーエヌ：ペレス・バーサス・タイラ、別名UFC on ESPN 58）は、アメリカ合衆国の総合格闘技団体「UFC」の大会の一つ。2024年6月15日、ネバダ州ラスベガスのUFC APEXで開催された。

## 大会概要
本大会はアレックス・ペレスと平良達郎のフライ級戦が組まれた。なお、UFCで日本人がメインイベントを務めるのは2017年9月23日のUFC Fight Night: Saint Preux vs. Okamiでの岡見勇信以来6年8ヶ月ぶりとなった。

## 対戦カード

### プレリミナリーカード
第1試合 女子ストロー級 5分3R
○  ヨセフィン・ノットソン vs.  ジュリア・ポラストリ ×
3R終了 判定3-0（29-28、29-28、29-28）
第2試合 フェザー級 5分3R
○  メルキザエル・コスタ vs.  シャイラン・ヌアダンビク ×
3R 1:50 ネッククランク
第3試合 フェザー級 5分3R
○  ウェスティン・ウィルソン vs.  ジェカ・サラギ ×
1R 1:49 トライアングルアームバー
第4試合 女子フライ級 5分3R
○  ガブリエラ・フェルナンデス vs.  カーリー・ジュディス ×
3R終了 判定2-1（29-28、28-29、29-28）
第5試合 フライ級 5分3R
○  ネイト・マネス vs.  ジミー・フリック ×
3R終了 判定3-0（30-27、30-27、29-28）

### メインカード
第5試合 ウェルター級 5分3R
○  アダム・フューギット vs.  ジョシュ・クインラン ×
3R終了 判定2-1（29-28、28-29、29-28）
第6試合 フライ級 5分3R
○  アスー・アルマバイエフ vs.  ホゼ・ジョンソン ×
3R終了 判定3-0（30-27、30-27、30-27）
第7試合 バンタム級 5分3R
○  ブレイディ・ヒースタンド vs.  ギャレット・アームフィールド ×
3R 1:52 リアネイキドチョーク
第8試合 フェザー級 5分3R
○  ルーカス・アルメイダ vs.  ティモシー・ クアンバ ×
3R終了 判定3-0（29-28、29-28、29-28）
第9試合 バンタム級 5分3R
○  マイルズ・ジョーンズ vs.  ダグラス・シウバ・ジ・アンドラージ ×
3R終了 判定3-0（30-27、30-27、29-28）
第10試合 フライ級 5分5R
○  平良達郎 vs.  アレックス・ペレス ×
2R 2:59 TKO（右膝の負傷）

### 各賞
ファイト・オブ・ザ・ナイト：ガブリエラ・フェルナンデス vs. カーリー・ジュディス
パフォーマンス・オブ・ザ・ナイト：平良達郎、ブレイディ・ヒースタンド
各選手にはボーナスとして5万ドルが授与された。

### カード変更
負傷などによるカードの変更は以下の通り。